# Parlamentní volby v Rusku 2007
Ruské parlamentní volby do Státní dumy proběhly 2. prosince 2007. O zisk mandátů (celkem 450) se pokusilo 11 stran, hnutí či koalic. Na průběh voleb ve více než 96 000 volebních místnostech dohlíželo pouze 330 pozorovatelů z Organizace pro bezpečnost a spolupráci v Evropě. Evropští pozorovatelé i Spojené státy americké označili volby za neférové a jasně porušující mezinárodní závazky a normy. Z tohoto důvodu také řada západních politiků neblahopřála Vladimiru Putinovi k vítězství (např. Angela Merkelová) a ti, kteří tak učinili, se stali terčem kritiky (např. Nicolas Sarkozy).

## Před volbami

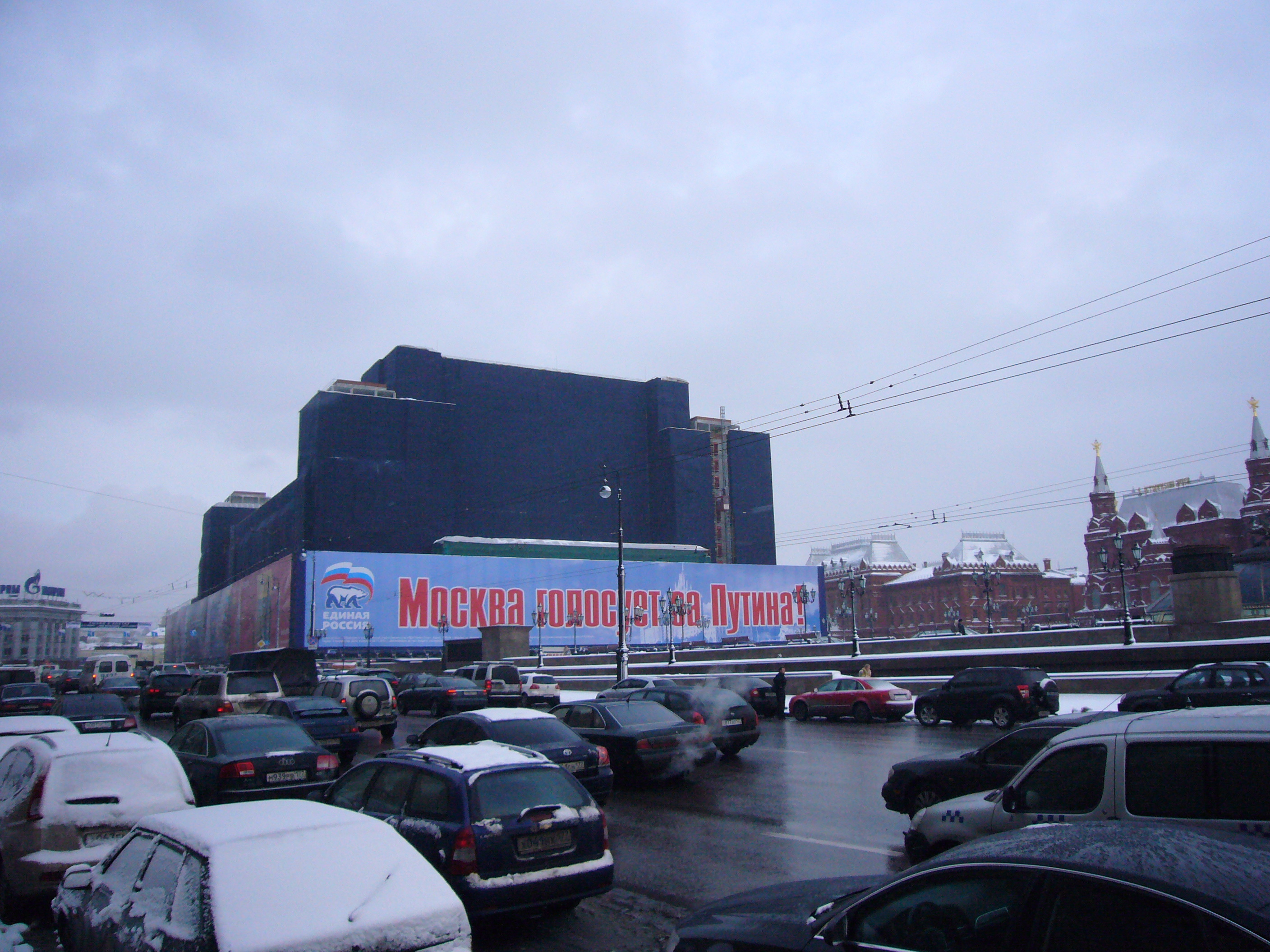
Předvolební kampaň: Volte Putina!

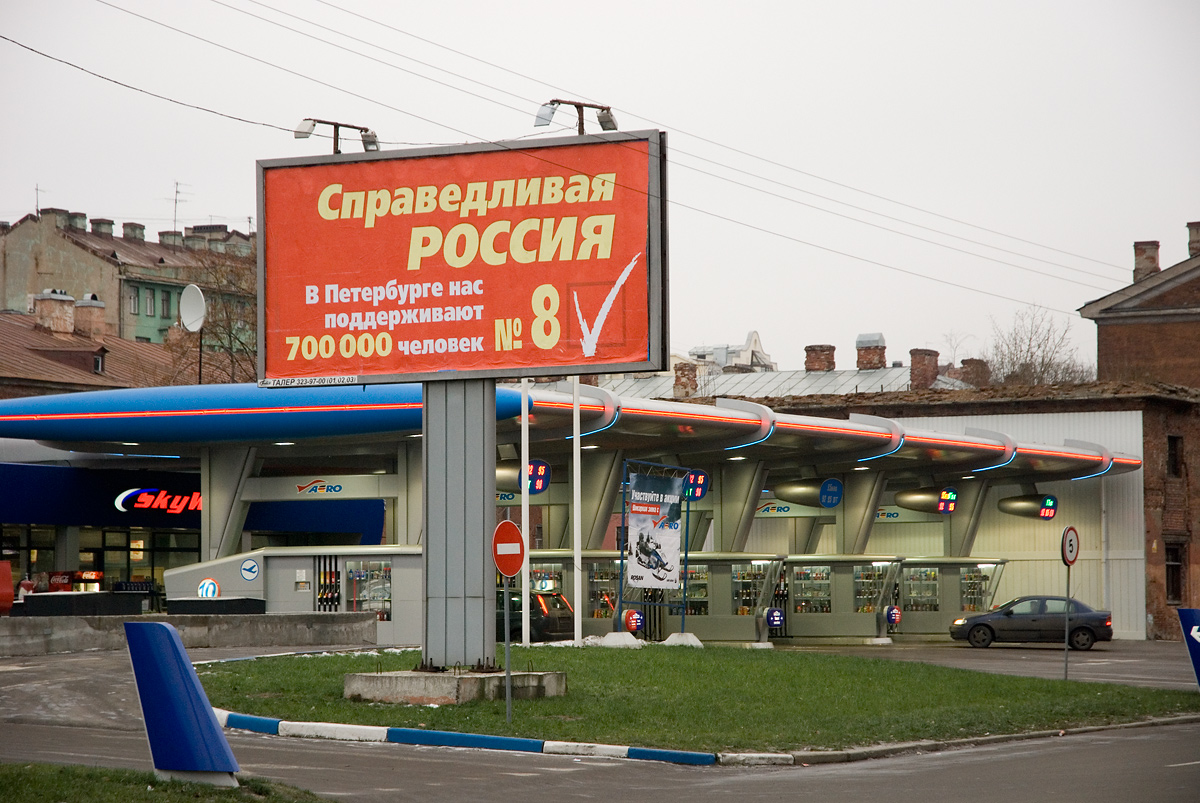
Předvolební kampaň Spravedlivého Ruska

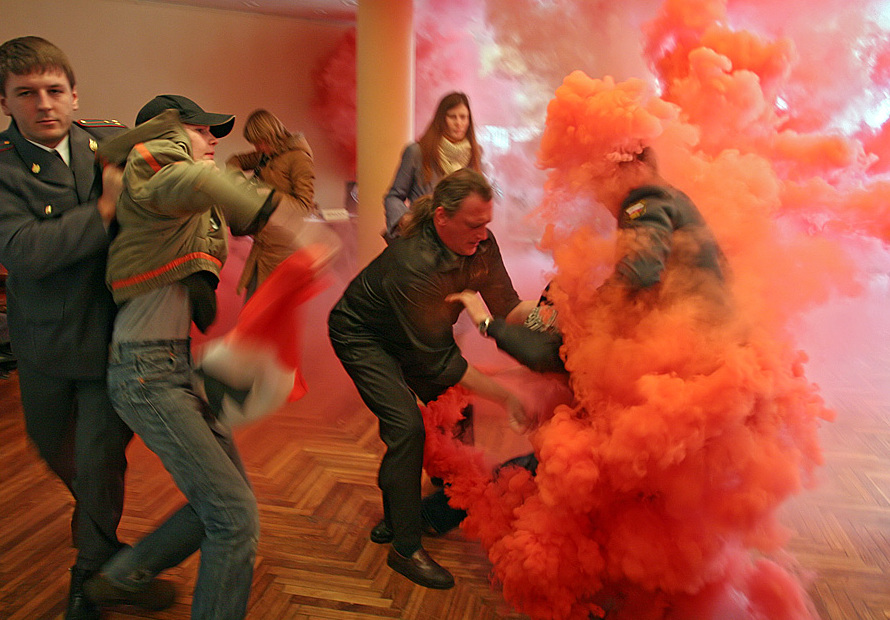
Útok národních bolševiků na policejní stanici na protest proti průběhu voleb.

Volbám, ve kterých se předpokládal úspěch tzv. pro-kremelských stran, předcházela poměrně vyostřená předvolební kampaň. Opozice si stěžovala na nestrannost sdělovacích prostředků a minimální možnosti pro vyjádření protestu. Do voleb vedl Jednotného Ruska prezident Vladimir Putin, kampaň strany se točila převážně jen okolo jeho osoby a zviditelňování jeho úspěchů během prezidentského období. Kampaň komunistů se orientovala především na sociální otázky, strana požadovala růst platů a důchodů. Liberálně demokratická strana se profilovala jako nacionalistická a protizápadní. Zájem také vzbudila kandidatura Andreje Lugovoje (podezřelý z vraždy A. Litviněnka) jako volební dvojky této strany. Spravedlivé Rusko se přes vysoká očekávání pohybovalo na hranici volitelnosti (pod 7%). Ruské opoziční strany zůstávaly rozděleny, nejvýrazněji se profilovalo hnutí Jiné Rusko. Většina voličů očekávalo od strany, kterou volilo „obranyschopnost země, sociální jistoty zaměstnaných, zvýšená role státu v oblasti ekonomiky, zavedení pořádku, a to i za cenu omezení některých občanských svobod, a hájení zájmů jednotlivých regionů". Ilja Jašin z hnutí Jabloko označil v rozhovoru pro ČT volby jako "nedobrou imitaci voleb", novinářka Natalie Sudlianková jako "referendum o Putinovi". Krátce po ukončení voleb byly zveřejněny první odhady výsledků, ve kterých obdrželo Jednotné Rusko zhruba 63%, do parlamentu se dostali ještě komunisté (12%), nacionalisté (10%) a Spravedlivé Rusko (těsně nad 7%). Komunisté i Svaz pravicových sil oznámili záměr napadnout regulérnost voleb .

### Pořadí kandidujících stran
| .   | Název strany                        |
| --- | ----------------------------------- |
| 1.  | Agrární strana Ruska                |
| 2.  | Občanská síla                       |
| 3.  | Demokratická strana Ruska           |
| 4.  | Komunistická strana Ruské federace  |
| 5.  | Svaz pravicových sil                |
| 6.  | Ruská strana sociální spravedlnosti |
| 7.  | Liberální demokratická strana Ruska |
| 8.  | Spravedlivé Rusko                   |
| 9.  | Ruští patrioti Strana ruské obrody  |
| 10. | Jednotné Rusko                      |
| 11. | Jabloko                             |

### Předvolební průzkumy
Podle předvolebních průzkumů mohly dvě prokremelské strany Jednotné Rusko a Spravedlivé Rusko obdržet až dvě třetiny hlasů. Podle některých průzkumů krátce před volbami podpora
Jednotného Ruska poklesla, i když si stále udržovalo podporu zhruba 50%, podle jiných mohlo dosáhnou až 67% hlasů. Podle sociologického centra Levada se volební účast měla pohybovat okolo 63%, přičemž až 85% Rusů nesledovalo předvolební kampaň .

## Volební výsledky

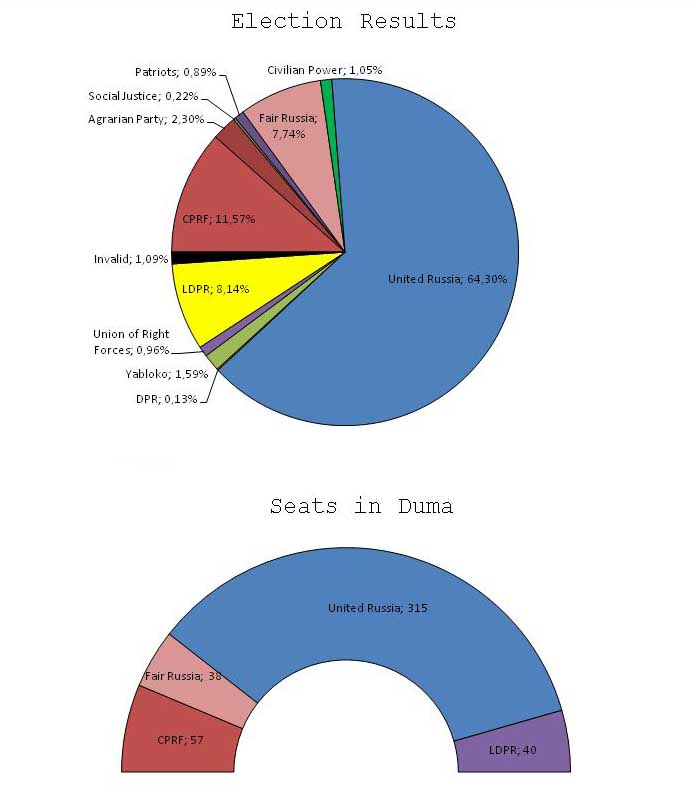
Grafické znázornění výsledků voleb. (legenda: modrá=Jednotné Rusko, růžová=Spravedlivé Rusko, Červená=Komunistická strana, žlutá/fialová=Liberálnědemokratická strana)

V minulých volbách se polovina Dumy, tedy 225 poslanců, volila jednokolově většinovým systémem. Druhá polovina se volila poměrným systémem s 5% klauzulí. V těchto volbách se však všech 450 křesel volilo poměrným systémem (s klauzulí 7%), což znemožnilo malým stranám a nezávislým ve volbách uspět. Zrušena byla rovněž podmínka platnosti voleb, kdy se muselo zúčastnit 25% voličů. Dále nebylo možno hlasovat „proti všem“ jako v minulých volbách, na což opozice (Jiné Rusko) reagovala odevzdáváním přeškrtnutých volebních lístků (oficiálně brané jako neplatné) .
Jednotné Rusko podle očekávání drtivě zvítězilo a obsadilo 315 z 450 mandátů, tedy 70% mandátů v Dumě. Do parlamentu se dostaly ještě další tři strany: komunisté procentuálně oproti roku 2003 mírně oslabili, celkově ale obdrželi 57 mandátů, tedy zhruba 12,7% mandátů; nacionalističtí liberální demokraté nepřesáhli 10% voličských hlasů, v parlamentu jim náleží 40 křesel, tedy necelých 9% mandátů; nejslabší parlamentní stranou je Spravedlivé Rusko, které jen těsně překročilo volební „závoru“ (přestože průzkumy pár dní před volbami mu přisuzovaly 4%) a se ziskem 7,8% obsadilo 38 poslaneckých míst (8,5% mandátů). Post nejsilnější mimoparlamentní stranou obsadili levicoví agrárníci se ziskem 2,3%. Liberální opozice opět postupovala rozděleně, zisk stran (sociálně demokratické Jabloko, pravicový Svaz a Občanská síla) se pohyboval pouze okolo 1%. Neuspěli ani od komunistů odštěpené strany.
Evropští pozorovatelé označili volby za "neférové" a kritizovali "zneužití moci" a "jasné porušení mezinárodních příslibů a norem" Vladimirem Putinem a stranou Jednotné Rusko.
| .   | Strana/Koalice                                                                   | Počet hlasů | %      | +/-   | Mandáty | +/-  |
| --- | -------------------------------------------------------------------------------- | ----------- | ------ | ----- | ------- | ---- |
| 1.  | Jednotné Rusko, Единая Россия                                                    | 44 650 107  | 64,23  | +26,7 | 315     | + 92 |
| 2.  | Komunistická strana Ruské federace, Коммунистическая партия Российской Федерации | 8 080 688   | 11,63  | -0,98 | 57      | + 5  |
| 3.  | Liberálně-demokratická strana Ruska, Либерально-Демократическая Партия России    | 5 659 038   | 8,14   | -3,31 | 40      | + 4  |
| 4.  | Spravedlivé Rusko, Справедливая Россия                                           | 5 388 134   | 7,75   | -     | 38      | -    |
| 5.  | Agrární strana Ruska, Аграрная Партия России                                     | 1 599 661   | 2,30   | -1,34 | 0       | - 2  |
| 6.  | Ruská demokratická strana "Jabloko", Российская демократическая партия "Яблоко"  | 1 108 738   | 1,60   | -2,70 | 0       | - 4  |
| 7.  | Občanská síla, Гражданская сила                                                  | 733 337     | 1,05   | ?     | 0       | ?    |
| 8.  | Svaz pravicových sil, Союз Правых Сил                                            | 669 385     | 0,96   | -3,01 | 0       | - 3  |
| 9.  | Ruští patrioti, Патриоты России                                                  | 615 131     | 0,88   | -     | 0       | -    |
| 10. | Ruská strana sociální spravedlnosti, Российская партия справедливости            | 154 064     | 0,22   | -2,87 | 0       | 0    |
| 11. | Demokratická strana Ruska, Демократическая Партия России                         | 89 756      | 0,13   | ?     | 0       | ?    |
|     | Neplatné hlasovací lístky                                                        |             | 0,1    |       | —       |      |
|     |                                                                                  |             | 100,00 | /     | 450     | /    |

Zdroj: Ústřední volební komise Ruské federace /